# Улица Есенина (Минск)
У́лица Есе́нина (бел. Ву́ліца Ясе́ніна) — улица в Московском районе Минска, центральная улица микрорайона Малиновка.
Длина улицы — 4,15 км.
Названа в честь поэта Сергея Есенина.

## Расположение
- Начинается от проспекта Дзержинского у перекрёстка, образованного проспектом Дзержинского и улицами Есенина и Яна Чечота.
- Заканчивается у улицы Слободской, в 140 метрах Минской кольцевой автомобильной дороги.
- Пересекает улицы Космонавтов, Громова и Рафиева, имеет Т-образные перекрёстки со Слободским проездом и улицей Слободской (улица Слободская начинается и заканчивается у улицы Есенина).
- До пересечения с улицей Космонавтов отделяет микрорайон Малиновка-1 (альтернативное название — Юго-запад-5) от микрорайонов Малиновка-9 и Малиновка-8.
- После пересечения с улицей Космонавтов является границей микрорайонов Малиновка-7, Малиновка-6, Малиновка-5, Малиновка-4.

## Примечательные здания и сооружения
- Костёл Святого Антония Падуанского
- Спортивный комплекс «Maximus JSC Sabanikh»
- Диспетчерская станция «Малиновка-4»
- Поликлиники:
  - 8-я городская детская клиническая поликлиника[1]
  - 5-я городская клиническая поликлиника[2]
  - УЗ «25-я центральная районная поликлиника Московского района г. Минска»[3]

## Общественный транспорт
- По улице проложены маршруты общественного транспорта (автобусные, троллейбусные, электробусные, маршрутного такси, метро).